# Chalais (Vienne)
Chalais település Franciaországban, Vienne megyében. Lakosainak száma 474 fő (2022. január 1.). Chalais Angliers, La Roche-Rigault, Loudun és Mouterre-Silly községekkel határos.

## Népesség
A település népességének változása:
| Lakosok száma | 521  | 520  | 534  | 513  | 509  | 501  | 494  | 486  | 474  |
|               | 2013 | 2015 | 2016 | 2017 | 2018 | 2019 | 2020 | 2021 | 2022 |